# Terradas
Terradas (oficialmente y en catalán Terrades) es un municipio español de la comarca del Alto Ampurdán, en la provincia de Gerona, comunidad autónoma de Cataluña.
Es una población situada entre Llers y San Lorenzo de la Muga, a 11 km de Figueras, rodeada de montañas en las cuencas de los ríos de Rissec y Murga dedicada principalmente a la agricultura tanto de secano como de regadío. Las cerezas de Terradas son muy apreciadas por su gran calidad, realizándose su Fira-Mercat todos los años desde 1996 el primer domingo de junio, en que las familias propietarias venden su mejor calidad de cereza. No existe cooperativa.
Los cerezos pueden observarse ya a cada lado de la carretera, llegando desde Llers. Su periodo de floración suele empezar a mediados-finales de abril. El cerezo y su floración es tan abundante, que incluso es motivo de reunión del colectivo japonés próximo a la zona, para realizar su tradicional Fiesta Hanami.
La calidad de la cereza de esta tierra creó incluso un recorrido de mes y medio aproximadamente (hasta que termina su temporada), durante el cual una serie de restaurantes y sus municipios hilvanaron un viaje alrededor del mundo del gusto, de la retina y del recuerdo, preservando los valores tradicionales del Alto Ampurdán.
Su municipio de carácter rural está formado por casas de piedra de los siglos XVI y XVII.

## Entidades de población
- Terradas
- La Guardia
- Palau Surroca

## Demografía
Terradas cuenta con una población de 345 habitantes (INE 2024).
| Gráfica de evolución demográfica de Terradas entre 1842 y 2021 |
| |
| Población de derecho según los censos de población del INE Población de hecho según los censos de población del INEEntre el censo de 1857 y el anterior, crece el término del municipio porque incorpora a Palau Surroca |

| 1497 | 1515 | 1553 | 1717 | 1787 | 1857 | 1877 | 1887 | 1900 |
| ---- | ---- | ---- | ---- | ---- | ---- | ---- | ---- | ---- |
| 33   | 25   | 34   | 187  | 486  | 860  | 740  | 705  | 717  |

| 1910 | 1920 | 1930 | 1940 | 1950 | 1960 | 1970 | 1981 | 1990 |
| ---- | ---- | ---- | ---- | ---- | ---- | ---- | ---- | ---- |
| 726  | 641  | 554  | 411  | 448  | 376  | 239  | 194  | 179  |

| 1992 | 1994 | 1996 | 1998 | 2000 | 2002 | 2004 | 2006 | — |
| ---- | ---- | ---- | ---- | ---- | ---- | ---- | ---- | - |
| 182  | 182  | 192  | 183  | 200  | 182  | 167  | 146  | — |

## Símbolos
El escudo de Terradas se define por el siguiente blasón:
«Escudo losanjado: de azur, un arpa de argén. Por timbre, una corona mural de pueblo.»
Fue aprobado el 21 de mayo de 1993. El arpa es el señal tradicional del escudo del pueblo, y es el atributo de santa Cecilia, la patrona local.

## Lugares de interés

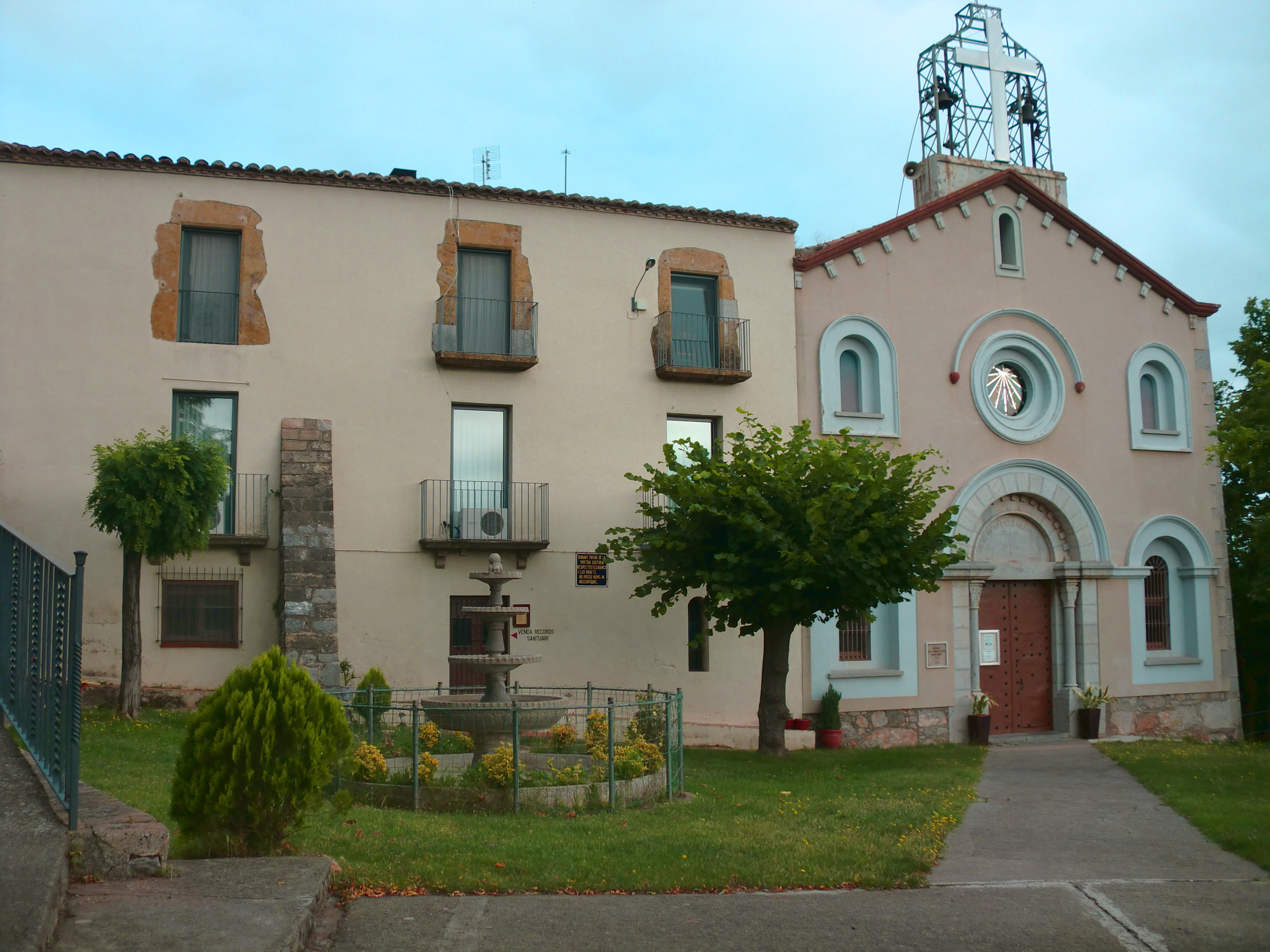
Santuario de la Virgen de la Salud

- Iglesia parroquial de Santa Cecilia. Construida en 1954 para substituir la antigua románica del siglo XII que fue destruida durante la guerra civil española.
- Santuario de la Virgen de la Salud. siglo XVII. Destruido en la guerra civil y remodelado en el año 1942.
- Ermita de San Sebastián siglo XVII
- Ermita de Santa Magdalena siglo XV sobre otra anterior del siglo XIV.
- Castillo de la Roca o de Terradas. Restos medievales.
- Castillo de Palau-surroca. Siglos XIV-XV.

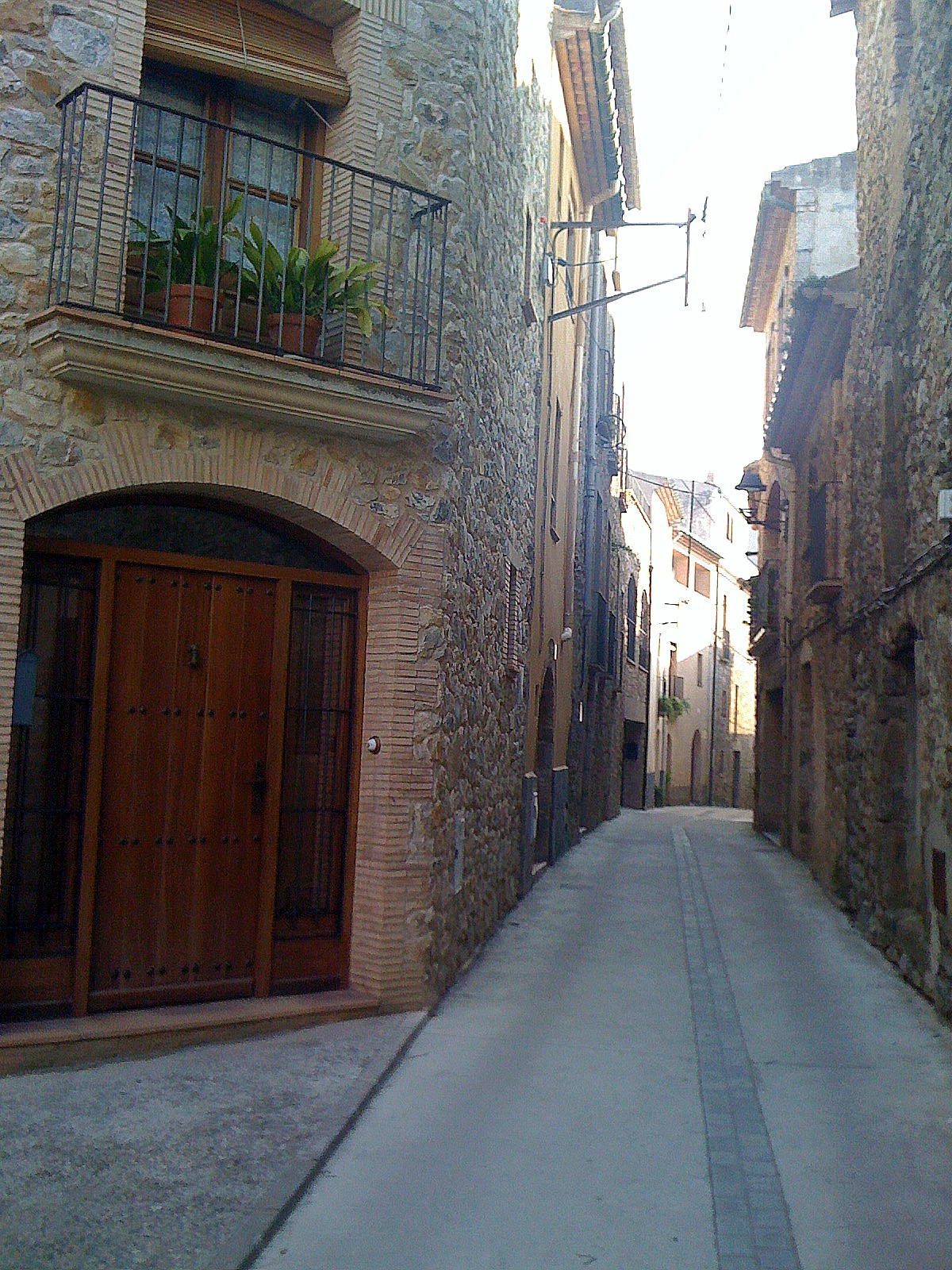